# Dévaványa
Dévaványa är en stad och kommun i distriktet Gyomaendrőd i provinsen Békés i Ungern. Kommunen har 6 582 invånare (2024), på en yta av 216,55 km².